# 1. SC Znojmo
Az 1. SC Znojmo egy cseh labdarúgócsapat, melynek székhelye Znojmoban található. Hazai mérkőzéseiket az 5000 fő befogadására alkalmas Městský stadionban játsszák.

## Történelem

### Névváltozások
1952 – DSO Rudá Hvězda Znojmo
1969 – TJ Rudá Hvězda Znojmo
1990 – SKP Znojmo–Práče (egyesülve a TJ Sokol Práče csapatával)
1992 – SKPP Znojmo
1993 – VTJ SKP Znojmo
1994 – VTJ Znojmo–Rapotice (egyesülve a TJ Sokol Rapotice csapatával)
1995 – VTJ Znojmo
1999 – Fotbal Znojmo
2001 – 1. SC Znojmo (egyesülve az FC Znojmo csapatával)

## Sikerek
- Cseh másodosztály
  - 1. hely: 2012–13
- Cseh harmadosztály
  - 1. hely: 2009–10
- Cseh negyedosztály
  - 1. hely: 2001–02

## Játékosok

### Jelenlegi keret
2013. július 26. szerint.
| #  |     | Poszt | Név                                             |
| -- | --- | ----- | ----------------------------------------------- |
| 1  | CZE | K     | Vlastimil Hrubý                                 |
| 3  | BUL | V     | Todor Yonov (csapatkapitány)                    |
| 4  | BIH | KP    | Emir Zeba                                       |
| 5  | CZE | V     | Dominik Simerský (kölcsönben a Jablonectől)     |
| 6  | CZE | KP    | Tomáš Cihlář                                    |
| 7  | CZE | CS    | Jiří Zifčák                                     |
| 8  | CZE | KP    | Radek Buchta                                    |
| 9  | CZE | KP    | Radim Nepožitek (kölcsönben a Sigma Olomouctól) |
| 10 | CZE | KP    | Tomáš Okleštěk                                  |
| 11 | CZE | KP    | Václav Tomeček (kölcsönben a Sigma Olomouctól)  |
| 12 | CZE | V     | Daniel Odehnal                                  |

| #  |     | Poszt | Név                                               |
| -- | --- | ----- | ------------------------------------------------- |
| 14 | CZE | KP    | David Helísek (kölcsönben a Vysočina Jihlavatól)  |
| 15 | SVK | KP    | Matúš Lacko                                       |
| 16 | CZE | CS    | Václav Vašíček (kölcsönben a Sigma Olomouctól)    |
| 17 | CZE | V     | Jan Mudra                                         |
| 18 | CZE | V     | Roman Hříbek                                      |
| 19 | SVK | KP    | Patrik Hrošovský (kölcsönben a Viktoria Plzeňtől) |
| 20 | CZE | KP    | Josef Hnaníček                                    |
| 21 | CZE | CS    | Marek Heinz                                       |
| 22 | CZE | K     | Petr Drobisz                                      |
| 23 | CZE | K     | Jiří Doleček                                      |
| 29 | SRB | KP    | Miloš Reljić                                      |